# グスタボ・バデル
グスタボ・バデル（Gustavo Badell, 1972年11月3日 - 2023年7月13日）は、ベネズエラ出身(プエルトリコ育ち)の、1990年代から2000年代に活躍したボディビルダー。

## 来歴
5歳の頃に生地のベネズエラからプエルトリコへ一家転住。
幼少期から習っていたボクシングやキックボクシングで活躍するが、痩せ型で非力であったバデルはコーチの勧めで15歳からウエイトトレーニングを開始。
ウエイトトレーニングに没頭したバデルは次第にボディビルに傾倒し、1991年にボディビルデビュー。
1997年にIFBBプロカード取得。
それまで成績が伸び悩んでいたが、2002年のミスター・オリンピアを24位で終え、これではいけないとボディビル仲間のミロス・シャシブに協力を仰いでトレーニングや栄養管理、ポージングの練習などに取り組んだ。
結果、以降の数々の大会で上位入賞を果たすようになり、2004年のミスター・オリンピアは自己最高位の3位。
2012年にアーノルド・クラシックを13位で終えたのを最後に引退。